# Довмонтов меч

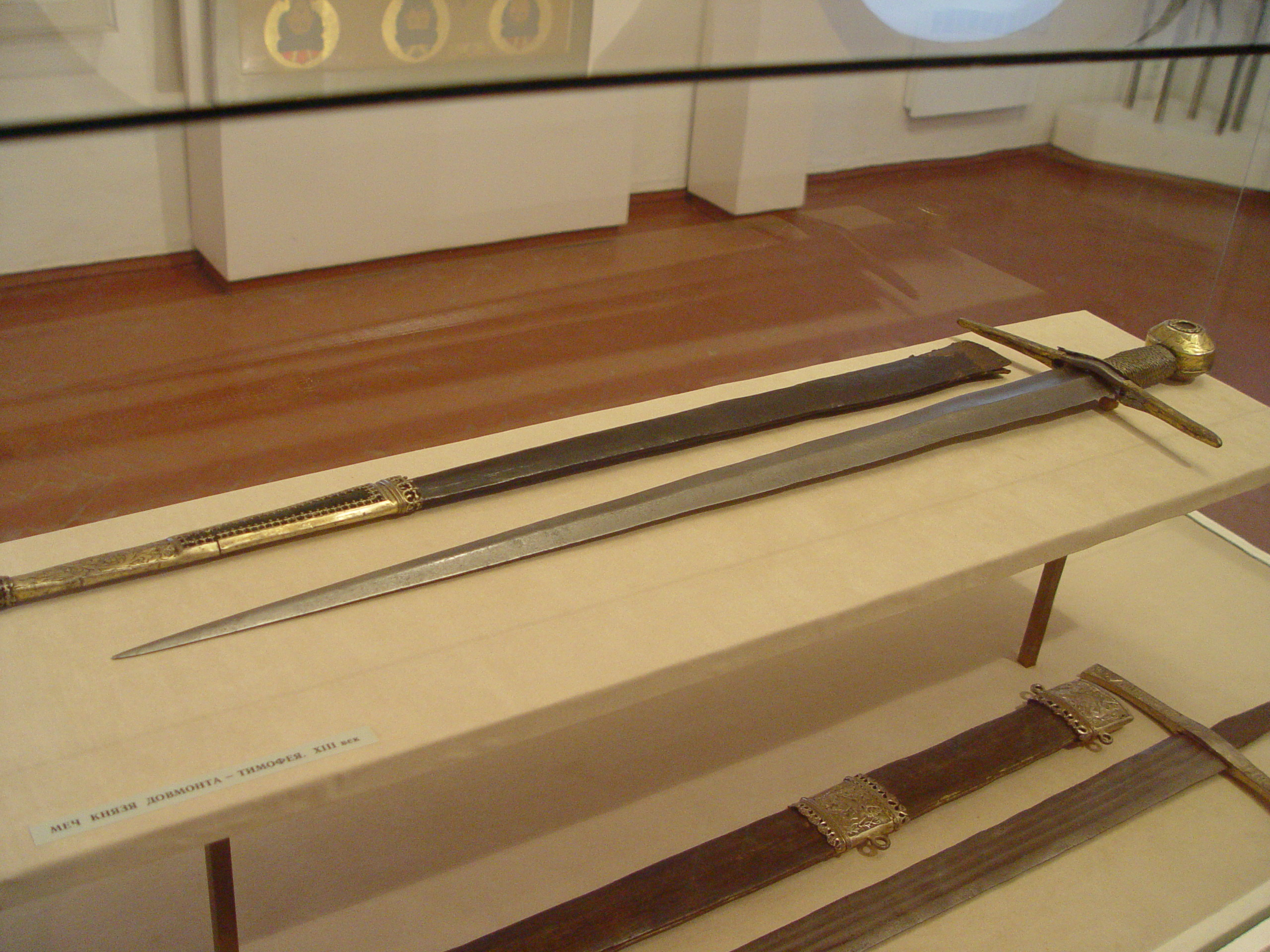
Довмонтов меч в музейной экспозиции

Довмонтов меч — холодное клинковое оружие XIII века, принадлежавшее псковскому князю Довмонту. Единственный из сохранившихся мечей этого времени на территории России. Экспонируется в Псковском музее-заповеднике (Инв. номер: 1956/78). 
Меч имеет клинок около 90 см длиной, удлиненно-треугольной формы, с ребром посередине. На обеих сторонах клинка, в верхней их части, вблизи перекрестия, имеется клеймо в виде бегущего волчка из города Пассау. Рукоять меча обложена деревом и обвита серебряной проволокой, а навершие украшено серебром с позолотой. 
Летопись упоминает о благословении меча в Псковском соборе в 1269 году при отражении Ливонского нашествия. 
Довмонтов меч чеканился на псковских деньгах, на печатях, а затем появился и на миниатюрах и иконах, изображающих Довмонта. Позже меч как символ исторической славы участвовал в крестных ходах: весеннем — в память освобождения Пскова от осады польского короля Стефана Батория, и осеннем — в память об избавлении от наполеоновских войск. 
После революции 1917 года меч из собора перенесли в музей. А пределы Пскова Довмонтов меч покинул лишь в годы Великой Отечественной войны.